# 上思瓜馥木
上思瓜馥木（学名：Fissistigma shangtzeense）是番荔枝科瓜馥木属的植物，为中国的特有植物。分布于中国大陆的广西等地，常生长在山地林中，目前尚未由人工引种栽培。

## 别名
藤蕉（广西防城）